# Colbachini & Figli
Colbachini & Figli, exactement Fonderia Campane Daciano Colbachini & Figli, encore appelée Fonderia Colbachini & Figli ou Daciano Colbachini & Figli est une entreprise italienne de la sidérurgie.
Fondée en 1746 et encore en activité en 2009, sa longévité lui permet de faire partie de l'Association des Hénokiens.

## Métier
Elle est fondeur de cloches.